# Navarino (hrabstwo Shawano)
Navarino – jednostka osadnicza w Stanach Zjednoczonych, w stanie Wisconsin, w hrabstwie Shawano.